# Кабаненко, Игорь Васильевич
И́горь Васи́льевич Кабане́нко (укр. Ігор Васильович Кабаненко, род. 4 октября 1960, Североморск, Мурманская область) — советский и украинский военачальник, адмирал ВМСУ, ранее первый заместитель главнокомандующего ВМСУ и советник-посланник Миссии Украины при НАТО в Министерстве иностранных дел Украины.

## Биография
Родился в 1960 году в Североморске.
В 1983 году окончил Черноморское Высшее военно-морское ордена Красной Звезды училище имени П. С. Нахимова. Офицерскую службу начал на должности помощника командира ракетного катера Черноморского флота. Далее проходил службу на должностях начальников штабов — заместитель командира дивизиона ракетных катеров, заместитель командира дивизиона малых ракетных кораблей.
После окончания Военно-морской академии в 1993 году служил в штабах ВМСУ, занимая должности старшего офицера управления оперативной и боевой подготовки штаба, начальника отдела управления боевой подготовки военных учебных заведений штаба и заместителя командира Южного морского района.
В 2002 году Кабаненко окончил факультет подготовки специалистов оперативно-стратегического уровня Национальной академии обороны Украины. В том же году был назначен на должность начальника оперативного управления (заместителя начальника Главного штаба Командования ВМСУ), которую занимал до 2003 года, после чего был назначен начальником Главного штаба — первым заместителем главнокомандующего ВМСУ.
В 2006 году Игорь Кабаненко был назначен советником-посланником Миссии Украины при НАТО в Министерстве иностранных дел Украины. В конце 2007 года министр обороны Анатолий Гриценко провёл массовую ротацию высшего руководства ВСУ в соответствии с которой Кабаненко занял должность начальника Главного оперативного управления Генерального штаба ВС Украины. 20 августа 2008 года Игорю Кабаненко было присвоено звание вице-адмирала.
В апреле 2012 года вице-адмирал Кабаненко был назначен на должность первого заместителя начальника Генерального штаба ВС Украины, а 6 декабря того же года он был представлен к очередному званию адмирала. С 23 сентября по 7 октября 2013 года сотрудниками СБУ проводилась проверка состояния охраны государственной тайны в подразделениях Генерального штаба ВСУ и подчинённых ему органах войскового управления, по результатам которой Игорь Кабаненко был лишён доступа к государственной тайне в связи с подозрением в нарушении режима секретности. 15 ноября того же года Министерство обороны отменило решение о предоставлении Кабаненко служебного жилья в Киеве по результатам служебной проверки. По данным украинских СМИ эта квартира была бы уже пятой полученной Кабаненко за счёт государства. 10 декабря 2013 года президент Украины Виктор Янукович уволил адмирала Кабаненко в запас по состоянию здоровья с правом ношения формы. 23 апреля 2014 года распоряжением Кабинета министров Украины назначен на должность заместителя Министра обороны Украины.
16 октября 2014 года был уволен одним из первых в соответствии с законом «Об очищении власти».
Женат, двое детей.

## Награды

### Украина
- Орден Богдана Хмельницкого III степени.
- Медаль «За военную службу Украине».